# Remigia diffundens
Remigia diffundens är en fjärilsart som beskrevs av Walker 1865. Remigia diffundens ingår i släktet Remigia och familjen nattflyn. Inga underarter finns listade.